# Dąb Jana Stanki
Dąb Jana Stanki – dąb szypułkowy (Quercus robur) rosnący we Wrocławiu w Parku Szczytnickim. Jest pomnikiem przyrody (decyzja nr 25/76 z dnia 02.04.1976 r.). Swoją obecną nazwę otrzymał w 1945 roku. Wcześniej, od 1879 r., nosił nazwę Gustava Adolfa Fintelmanna. Obwód pnia dębu wynosi 543 cm, jest on jednym z najstarszych drzew na terenie miasta. W celu ochrony drzewa przed zniszczeniem, z uwagi na znaczne uszkodzenie pnia, konary połączono stalowymi linami.